# Guishui He
Guishui He (kinesiska: 妫水河) är ett vattendrag i Kina. Det ligger i storstadsområdet Peking, i den norra delen av landet, omkring 71 kilometer nordväst om stadskärnan.
Genomsnittlig årsnederbörd är 623 millimeter. Den regnigaste månaden är juli, med i genomsnitt 170 mm nederbörd, och den torraste är januari, med 4 mm nederbörd.